# 안드레 실바 (1995년)
안드레 미겔 발렌트 다 실바(포르투갈어: André Miguel Valente da Silva, 포르투갈어 발음: [ɐ̃ˈdɾɛ ˈsilvɐ], 1995년 11월 6일~)는 포르투갈의 축구 선수로 포지션은 스트라이커이다. 현재 라리가의 엘체에서 활동하고 있다.
2011년 FC 포르투 유소년팀에 입단했고 2013년 FC 포르투 B에서 활동하며 2015년 포르투 1군에 데뷔했다. 포르투에서 총 58경기에 출전하여 24득점을 기록했고 2017년 AC 밀란으로 이적했다. 2018년 세비야로, 2019년 아인트라흐트 프랑크푸르트로 임대되었고 2020년 아인트라흐트 프랑크푸르트와 완전 계약을 체결했다. 아인트라흐트 프랑크푸르트에서 총 28득점을 기록했고 2021년 2,300만 유로(약 368억 원)의 이적료로 RB 라이프치히로 이적했다.
포르투갈의 여러 연령별 대표팀에서 활동했고 포르투갈 U-19 축구 국가대표팀 소속으로 2014년 UEFA U-19 축구 선수권 대회에서 준우승을 달성했다. 2016년 포르투갈 축구 국가대표팀에 데뷔했으며 2017년 FIFA 컨페더레이션스컵에서 3위를 달성했고 2018년 FIFA 월드컵, 2022년 FIFA 월드컵과 UEFA 유로 2020에 참가했다.